# The Rutles
The Rutles er en britisk musikgruppe, der blev etableret i sidste halvdel af 1970'erne. The Rutles' musik  fremstod som en pastiche af The Beatles' musik, og gruppen opbyggede et parallelt univers, hvor gruppens historie byggede på historien om Beatles.

## Historien
I 1976 sendte BBC2 tv-showet Rutland Weekend Television med Eric Idle og Neil Innes en sketch, der introducerede bandet The Rutles, der i en nær-parodi optrådte som The Beatles i tiden omkring A Hard Day's Night. The Rutles optrådte i andre sammenhænge i Rutland Weekend Television, og som et spin-off blev via det amerikanske tv-show Saturday Night Live produceret en mockumentary med titlen The Rutles: All You Need Is Cash. Filmen havde medvirken af en række profiler fra Saturday Night Live, herunder John Belushi, Dan Aykroyd og Bill Murray, ligesom en række kendte musikere medvirkede, bl.a. George Harrison, Mick Jagger, Paul Simon og Ron Wood. 
Filmen opnåede succes i Europa og siden i USA, og har i dag opnået kultstatus.
Det musikalske omdrejningspunkt i The Rutles var Neil Innes, der skrev musikken stærkt inspireret af The Beatles' sange.
The Rutles var aktive i årene 1975-78, men blev gendannet i forbindelse med udgivelsen af The Beatles Anthology i 1996, hvor The Rutles udsendte et "spoof" under navnet Archaeology. The Rutles var herefter aktive i 1996-97, og blev kortvarigt gendannet i 2002 og har sporadisk optrådt ved koncerter i England, herunder en afskedskoncert i 2007 samt enkelte koncerter i 2014.

## Medlemmer
The Rutles bestod oprindelig af:
- Neil Innes som Ron Nasty (John Lennon)
- Eric Idle som Dirk McQuickly (Paul McCartney)
- John Halsey som Barry Wom (Ringo Starr) og
- David Battley som Stig O’Hara (George Harrison). Rollen som Stig O’Hara blev i filmen overtaget af af guitaristen Ricky Fataar.

Eric Idle var "kun" med som skuespiller og ikke som musiker, og mimede under optagelserne. De øvrige medlemmer var musikere og spillede og lagde vokal til under optagelser af film og plader. I de første optrædener på Rutland Weekend Television spillede Eric Idle rollen som George Harrison, og David Battley spillede rollen som McCartney. 
Ved koncerter m.v. har The Rutles optrådt uden Eric Idle.

## Pladeudgivelser

### The Rutland Weekend Songbook(1976)
The Rutland Weekend Songbook (BBC Records (UK)/Passport Records (US)) var et album, der blev udgivet som et spin-off af tv-showet Rutland Weekend Television. Albummet indeholdt en række sange med The Rutles og en række sketches fra showet. 
BBC Records (UK) / Passport Records (US)
Saturday: (Side 1 )
1. "L'Amour Perdu"
2. Gibberish
3. Wash With Mother ( "Front Loader" )
4. "Say Sorry Again"
5. The Rutles in "Rutles For Sale". ("I Must Be In Love")
6. 24 Hours In Tunbridge Wells ( "Tunbridge Wells Medley" )
7. The Fabulous Bingo Brothers ( "Once We Had A Donkey" )
8. In Concrete ( "Concrete Jungle Boy")
9. "The Children of Rock-N-Roll"
10. Startime ("Stoop Solo" )
11. "Song O'The Insurance Salesmen"
12. Closedown

Sunday: (Side 2)
1. "Testing"
2. "I Give Myself To You"
3. "Communist Cooking"
4. Johnny Cash Live At Mrs. Fletchers ( "Stuck In Mrs. Fletchers" )
5. The Old Gay Whistle Test ("Protest Song")
6. "Accountancy Shanty"
7. "Football"
8. "Boring"
9. Goodafternoon ("L'Amour Perdu Cha-Cha-Cha")
10. Disco ("Hard To Get")
11. Closedown ("The Song O'The Continuity Announcers")

Noter til albummet:
- Side 1, Track 5: Den første Rutles udgivelse. Versionen på dette album har lidt anden tekst end den senere version fra 1978.
- Den originale besætning musikere som  "Rutles" er på udgivelsen bandet Fatso, bestående af Roger Rettig og  Billy Bremner på guitar, Brian Hodgson på bas, Neil Innes på piano, og John Halsey på trommer.
- Side 1, Track 9: Denne sang er krediteret til "Ron Lennon," og dannede grundlag for hvad der siden blev til nummeret "Good Times Roll".
- Albummet blev genudgivet som CD i 1990'erne med to bonustracks "Protest Song (Uncensored)" og "I Must Be In Love" (uden skrigende fans).

### The Rutles(1978)
The Rutles var soundtracket til filmen The Rutles: All You Need Is Cash og indeholdt 14 sange. Albummet blev senere genudgivet på CD og indeholdt en række sange, der ikke var medtaget på det oprindelige vinylalbum. 
Cover og inner sleeve havde referencer til en række fiktive Rutles-album, herunder Tragical History Tour og Let It Rut.

### The RutlesArchaeology(1996)
Tre af de fire oprindelige musikere fra soundtracket i 1978 — Innes, Halsey and Fataar — gendannede i 1996 the Rutles og indspillede album nr. 2, Archaeology, der var et spoof af The Beatles Anthology albummerne. Den fjerde "rigtige" Rutle, Ollie Halsall, var død i Spanien i 1992. Eric Idle var inviteret med, men Idle afslog. 

## Tvister om copyright
Efter udgivelsen af The Rutles første album i 1978 sagsøgte ATV Music, der dengang var indehaver af udgiverrettighederne til Beatles sangkataloget, Neil Innes for krænkelse af ophavsretten til Beatles oprindelige værker. Innes bestred, at Beatles' ophavsrettigheder var krænket, men forligte sagen, således at ATV modtog halvdelen af royalties, ligesom sangene skulle krediteres Lennon/McCartney/Innes på de 14 sange på albummet. Ved den første udgave af CD-udgivelsen af The Rutles, var de seks numre, der ikke var udgivet på den oprindelige LP (men som var med i filmen) krediteret alene til Innes: "Baby Let Me Be", "Between Us", "Blue Suede Schubert", "Get Up And Go", "Goose Step Mama", and "It's Looking Good".  Ved et nyt optryk af CD'en i 2007 på Rhino/Warner Brothers er alle sange, inklusive de 14 oprindelige, krediteret alene til Neil Innes.

## Eksterne links
- Tragical History Tour - Den officielle Rutles hjemmeside
- Rutlemania - the real-life history of the Rutles
- David Christie's Doo Dah Diaries Arkiveret 8. januar 2018 hos  Wayback Machine - Samling af den komplette historie om The Bonzos, Neil Innes og The Rutles
- The Rutles sektionen på Neil Innes' website Arkiveret 26. december 2012 hos  Wayback Machine

- The Rutles på Allmusic
- The Rutles på Discogs
- The Rutles på MusicBrainz
- The Rutles på Last.fm